# کلیان، پاکستان
کلیان (به انگلیسی: Kalyan) یک منطقهٔ مسکونی در پاکستان است که در ناحیه لاهور واقع شده‌است.